# Cream Soda (gruppo musicale)
Cream Soda è un gruppo musicale russo formatosi nel 2012. È attualmente costituito dal musicista Il'ja Gadaev e dalla cantante Alisa Stjažkova.

## Storia del gruppo
La formazione, fondatasi a Mosca, è salita alla ribalta nel 2020 con la pubblicazione della hit Plaču na techno, in collaborazione con i Chleb, che ha scalato la hit parade russa fino all'8º posto e che è stato uno dei principali successi dell'anno nella Federazione Russa secondo la Tophit. Il brano, vincitore del più prestigioso premio musicale russo come hit dance dell'anno, ha valso al trio una candidatura agli MTV Europe Music Awards nella categoria Best MTV Russia Act. A dicembre 2020 hanno eseguito una versione in italiano del pezzo in occasione dello speciale di Večernij Urgant Ciao, 2020!, andato in onda su Pervyj kanal.
Il loro quarto album in studio Intergalaktik, messo in commercio attraverso la divisione russa della Warner Music Group nel luglio 2020, è stato promosso da una tournée a livello nazionale nella stagione primaverile dell'anno seguente.
Il 20 marzo 2023 il fondatore del gruppo, Dmitrij Nova, è stato trovato annegato all'età di 34 anni.

## Formazione
Attuale
- Il'ja Gadaev
- Alisa Stjažkova – voce (dal 2022)

Ex componenti
- Dmitrij Nova (2012-2023)
- Anna Romanovskaja – voce (2017-2022)

## Discografia

### Album in studio
- 2016 – Požap
- 2018 – Krasivo
- 2019 – Kometa
- 2020 – Intergalaktik
- 2023 – Internet Friends

### Album di remix
- 2018 – Versii krasivo

### Singoli
- 2013 – Feeling Free (con Cape Cod)
- 2014 – Love Sex Sex
- 2015 – Alive (feat. Valery Rousseau)
- 2016 – Plen (feat. Mana Island)
- 2017 – Volga
- 2018 – Prime Time (con i Laud)
- 2018 – Ljubovnik (con i Laud)
- 2018 – Porjačaja linija (con i Laud)
- 2019 – Nikakich bol'še večerinok
- 2019 – Russkij standart (con i Laud)
- 2020 – Plaču na techno (con i Chleb)
- 2021 – Melancholija
- 2021 – Rozovyj flamingo (con Alëna Sviridova)
- 2021 – Podožgu
- 2021 – Raduga
- 2021 – God tigra (feat. Kazuskoma)
- 2022 – Metaiskrennost'
- 2022 – Uletaj (con 4nn4)
- 2023 – Uuueee
- 2023 – God Said Acid 2015
- 2023 – Gorodišče (con Feduk)
- 2023 – Viby
- 2024 – Na sirenevoj Lune

### Collaborazioni
- 2021 – Ja poni (Feduk feat. Cream Soda)